# Вулька-Грондзька
Вулька-Грондзька (пол. Wólka Grądzka) — село в Польщі, у гміні Менджехув Домбровського повіту Малопольського воєводства.
Населення — 207 осіб (2011).
У 1975—1998 роках село належало до Тарновського воєводства.

## Географія
Селом тече річка Жабниця.

## Демографія
Демографічна структура станом на 31 березня 2011 року:
|          | Загалом | Допрацездатний вік | Працездатний вік | Постпрацездатний вік |
| -------- | ------- | ------------------ | ---------------- | -------------------- |
| Чоловіки | 105     | 17                 | 67               | 21                   |
| Жінки    | 102     | 9                  | 67               | 26                   |
| Разом    | 207     | 26                 | 134              | 47                   |